# British Rail Research Division
La British Rail Research Division nacque nel 1964, direttamente sotto il controllo della British Railways Board, e stabilendosi in locali appositamente costruito presso il centro tecnico ferroviaria di Derby. L'intenzione era quella di migliorare l'affidabilità ferroviaria e l'efficienza, riducendo i costi e migliorando le entrate. In questo modo raggiunse il traguardo dell'essere riconosciuto come un centro di eccellenza e, nel tempo, andò fornendo consulenza alle ferrovie di tutto il mondo. Anche se è divenne famoso per il treno passeggeri APT, le sue attività riguardarono ogni area della gestione delle ferrovie.

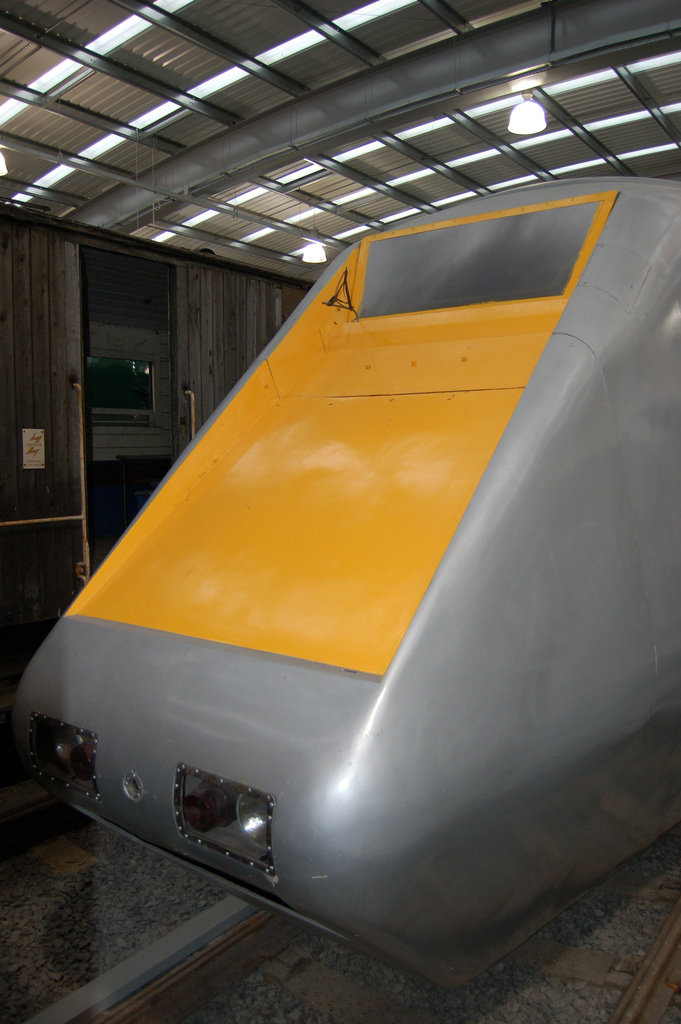
APT-E al Shildon Locomotion Museum, Shildon, County Durham.

## Attività
La Research Division mise assieme personale (e le sue competenze)) provenienti da tutto il paese, incluso il LMS Scientific Research Laboratory. Il loro compito non era semplicemente il miglioramento delle attrezzature esistenti, o la soluzione dei problemi esistenti, ma una fondamentale ricerca sulle basi dell'esercizio ferroviario. I risultati del suo lavoro sarebbero stati alla base dello sviluppo di ingegneri, costruttori e ferrovie in tutto il mondo. Per esempio, una volta che l'iniziale progetto sperimentale APT-E fu completo, passò al dipartimento di ingegneria meccanica per la costruzione del prototipo APT-P: con il tempo gli ingegneri si sarebbero mossi verso altri paesi per vari periodi sotto il nome commerciale "Transmark".
Uno dei primi grandi progetti fu lo sviluppo di ruote profilate / pre-lavorate che contribuissero a contrastare la tendenza delle nuove ruote ad oscillare. Ciò portò alla ricerca di sospensioni per i veicoli, e alla creazione delle quattro ruote dei High Speed Freight Vehicle (HSFV1) che si rivelarono stabili fino alla velocità di 140 miglia all'ora durante il test sul banco a rulli.
Altri lavori riguardarono il costipamento della massicciata, le proprietà del sottosuolo, e la ferrovia precompressa. Una gran parte della rete ferroviaria era stata convertita in una rotaia continua saldata che, durante una calda estate, aveva causato molti problemi per la deformazione delle rotaie: benché non ci fossero stati dei feriti, i molteplici deragliamenti erano stati un problema rilevante. L'attenzione si concentrò sui costi ed i benefici del costipamento della massicciata e del suo rapporto con le traversine terminali.
Furono eseguiti importanti studi sulla fatica dei metalli, e svolto un lavoro pionieristico nel rilevamento di crepe ultrasuoni in un momento in cui era il metodo era impiegato altrove solo per la diagnostica medica. La divisione di ricerca fu coinvolta nell'elaborazione di un nuovo sistema di segnalazione ferroviario, come il Solid State Interlocking (SSI) ed il Integrated Electronic Control Centre (IECC), e nella progettazione delle linee aeree per la West Coast Main Line.

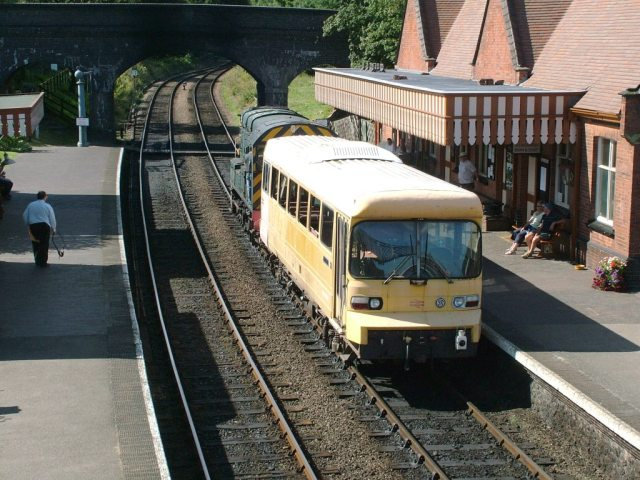
Il prototipo railbus LEV1

La divisione di ricerca sviluppò due piste di prova. La prima fu sulla vecchia Great Northern Railway tra Egginton Junction e Derby Friargate e fu utilizzata dal gruppo di controllo dei treni. Quando il Advanced Passenger Train fu in avanzata fase di sviluppo, una seconda pista per test fu  creata sulla linea tra Melton Junction e Edwalton (conosciuta come Old Dalby Test Track), che fu acquistata appositamente per testare questo treno rivoluzionario. La prima delle due piste di prova è stata chiusa e smantellata nei primi anni 1990.

## Chiusura
Nel 1986 i finanziamenti per la divisione furono spostati alle divisioni operative e così l'attenzione si spostò dalla ricerca pura alla risoluzione di problemi concreti. Nel 1989, la British Rail Research divenne una unità di lavoro autonoma sotto contratto con la British Rail ed altri clienti, e la strada per la privatizzazione era aperta.
Quando British Rail fu venduta e passò in mani private, la divisione di ricerca (che era diventata "BR Research Limited") fu acquistata da AEA Technology nel 1996. L'azienda risultante, "AEA Technology Rail", fu successivamente venduta nel 2006 ad una società di venture capital per divenire così l'attuale DeltaRail Group Limited.
Rimane una parte del materiale, seppur un po' datato, relativo al lavoro della Divisione nel Derby Industrial Museum.